# Erba

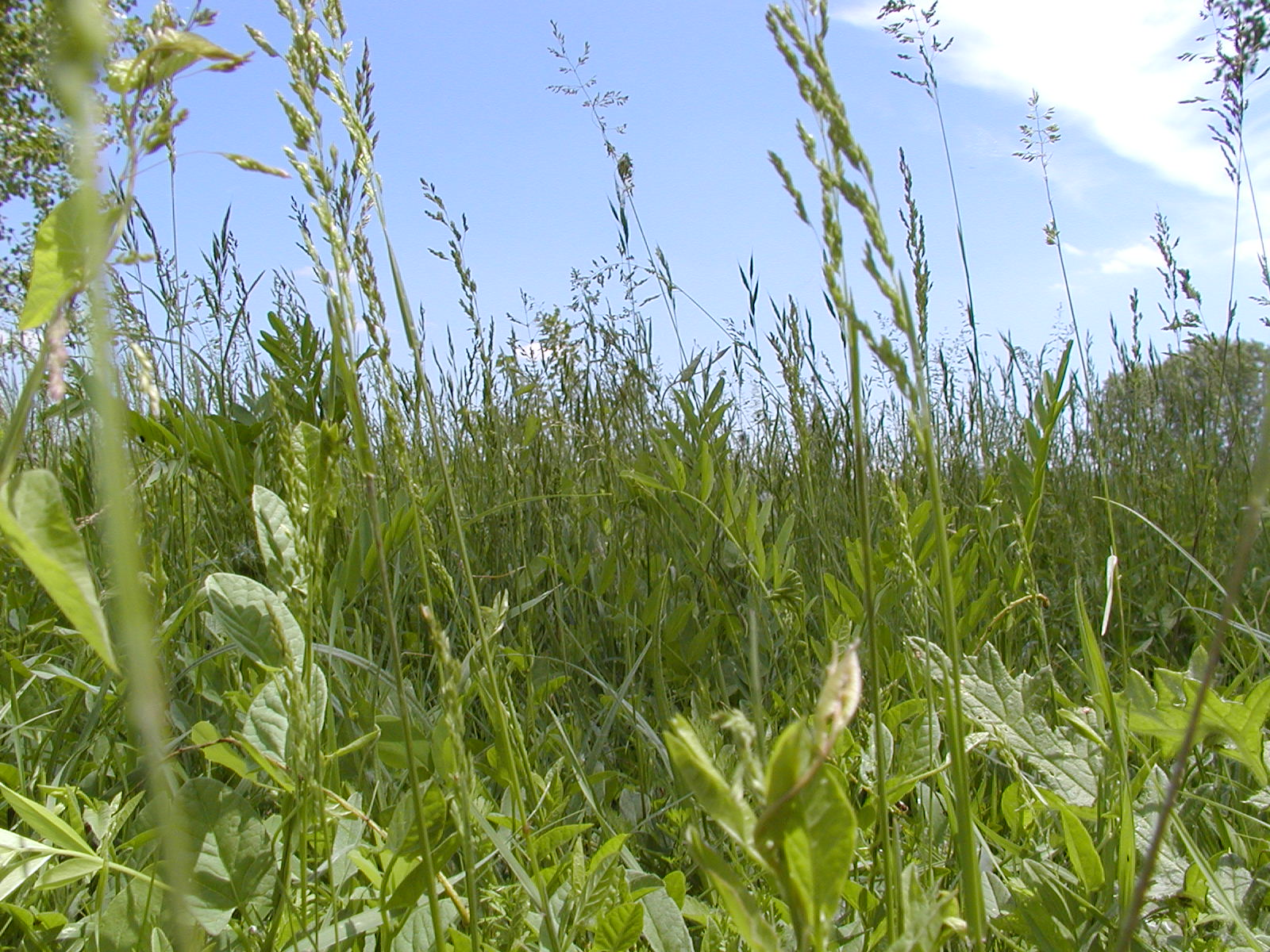
Un prato in Toscana

L'erba o pianta erbacea è genericamente una pianta con fusto non lignificato. Solitamente le erbacee sono annuali, tuttavia, non rare sono le specie biennali o perenni che, dopo l'appassimento della parte aerea, rinascono l'anno successivo grazie alla sopravvivenza della radice in stato quiescente durante la stagione sfavorevole.

## Descrizione

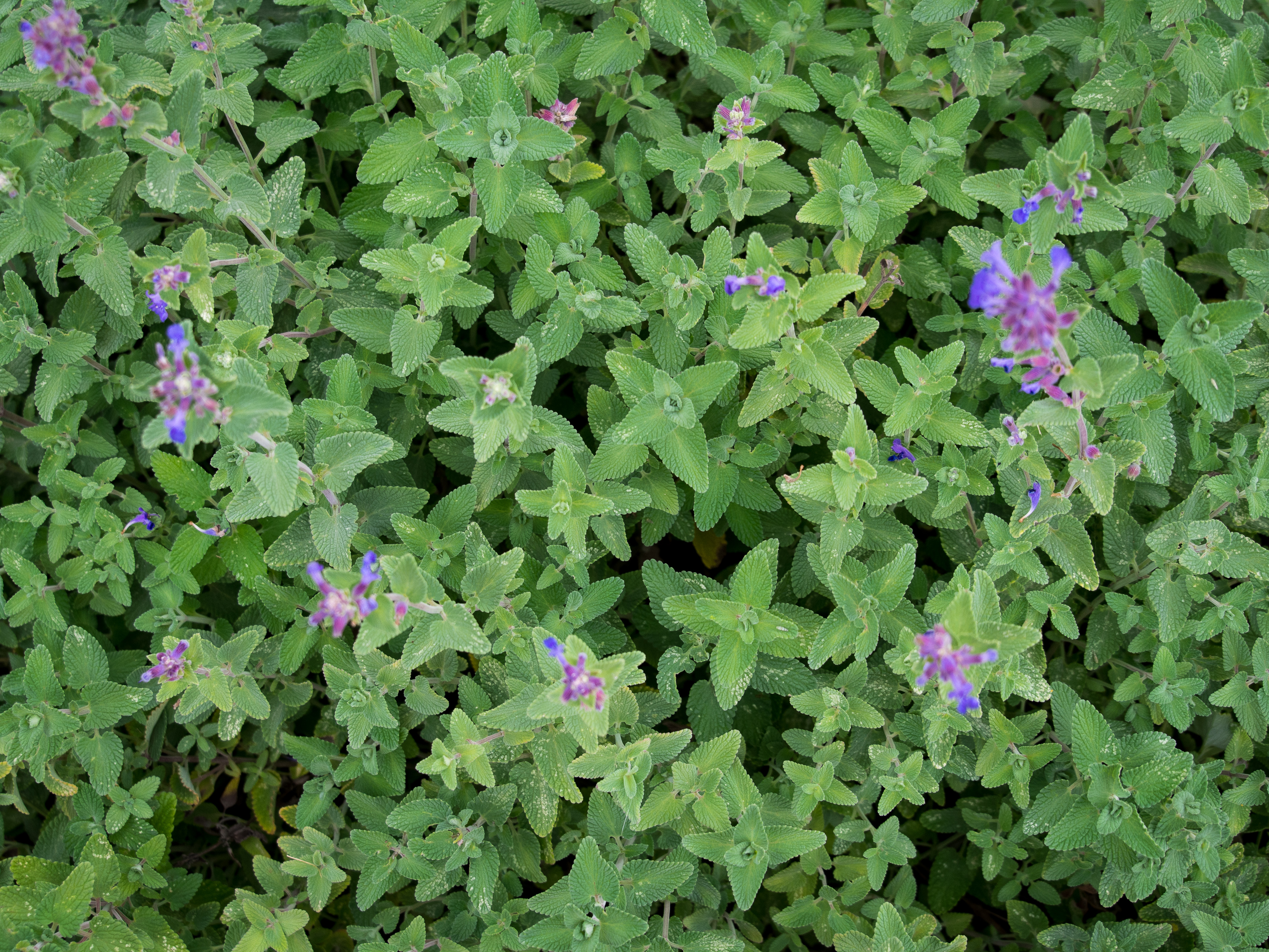
Nepeta cataria, una delle specie di erba gatta

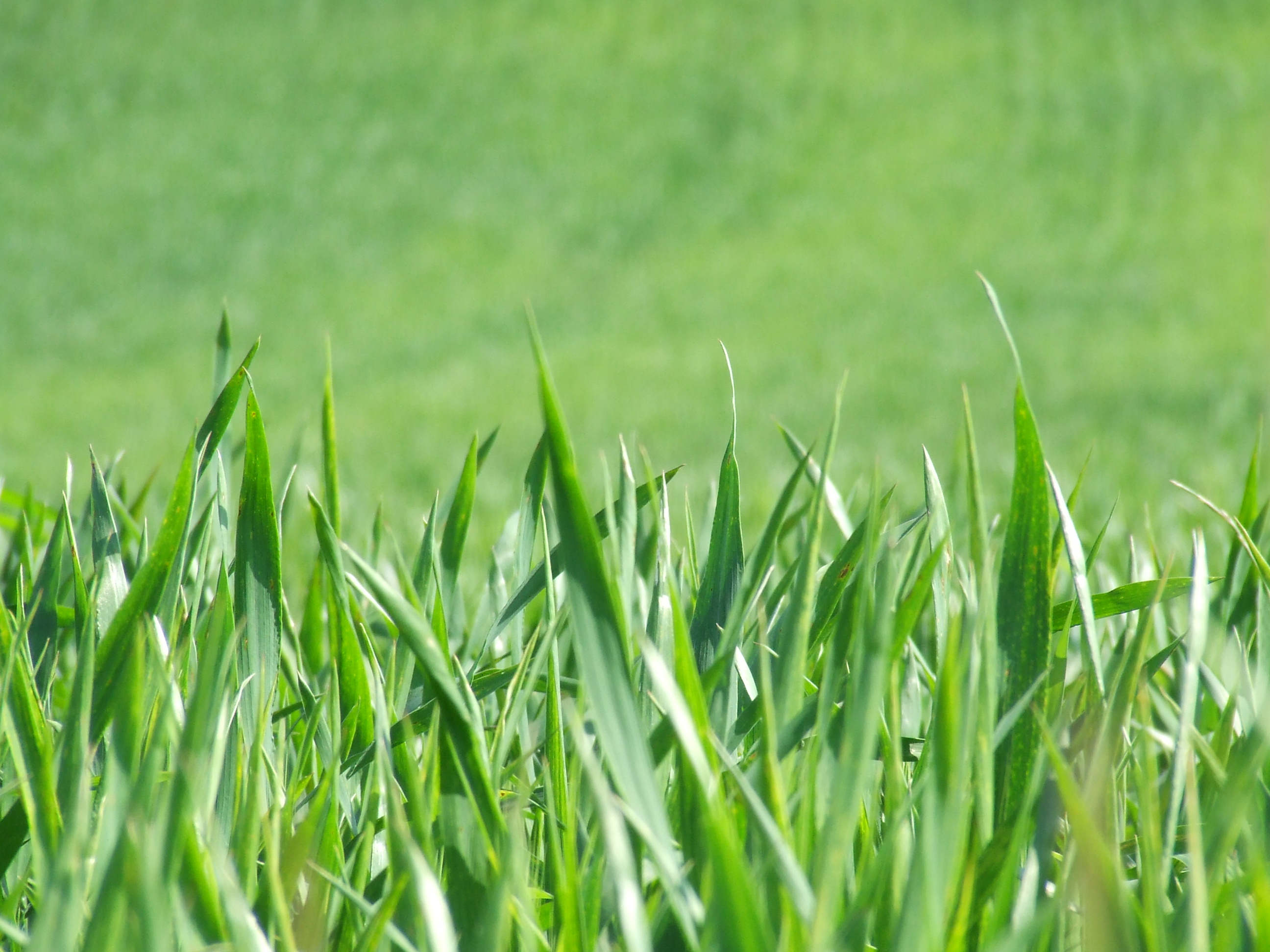
Erba di un prato del basso Gargano

Con il termine erbe aromatiche si indicano le piante aromatiche, di cui si utilizzano esclusivamente fusti o foglie. Non tutte le erbe aromatiche sono però piante erbacee, come ad esempio il Rosmarino. In erboristeria si parla invece di erbe medicinali o erbe officinali per quelle piante che hanno proprietà curative e benefiche riconosciute dalla medicina.
Per i tappeti erbosi alcune specie più comuni sono le Graminacee Lolium perenne, Poa pratensis, Festuca arundinacea, Festuca rubra commutata, Festuca ovina. Fuori dalle Graminacee è popolare Dichondra repens.
Molte piante, per lo più erbacee, hanno poi ricevuto il nome volgare di "erba" accompagnato da un complemento che quasi sempre ne specifica le caratteristiche o l'impiego. Tra le più conosciute, spesso riconducibili non a una singola specie, ma a varie specie più o meno simili, si possono citare: erba aglina, erba amara, erba bozzolina, erba bruca, erba canina, erba cannella, erba cimicina, erba coda, erba cornacchia, erba gatta, erba mate, erba medica, erba pignola, erba ragna, erba rota, erba stella, erba strega, erba pepe e così via.